# Genom
Genom (nazwa z połączenia słów gen i chromosom) – kompletna informacja genetyczna żywego organizmu lub wirusa. W przypadku organizmów eukariotycznych termin ten odnosi się zwykle do materiału genetycznego zawartego w podstawowym, pojedynczym (haploidalnym) zespole chromosomów. W przypadku organizmów prokariotycznych odnosi się on do zawartego w nich pojedynczego chromosomu, a w przypadku wirusów – do ich cząsteczki materiału genetycznego.
Nazwa genom funkcjonuje zazwyczaj jako ogólny termin dla określenia kompletnego materiału genetycznego właściwego dla danego gatunku, podczas gdy genotyp odnosi się do materiału genetycznego (całego lub tylko genów) właściwego dla jakiegoś konkretnego, indywidualnego organizmu, osobnika. Organizmy w populacji, bądź ogólniej, należące do tego samego gatunku nie są genetycznie identyczne (z wyjątkiem klonów), różnią się wersjami genów (allelami). Jednak różni przedstawiciele tego samego gatunku mają tożsame genomy w tym sensie, że wszystkie te allele pełnią u nich tę samą funkcję i umiejscowione są w tym samym locus. 
Pojęcie genom jest jednak nieostre, nie ma powszechnej zgody, co ono dokładnie oznacza. Nie zawsze wiadomo, czy w pojęciu tym mieści się np. materiał genetyczny niezwiązany z chromosomami, ruchome elementy genetyczne czy DNA obcego pochodzenia, który zintegrował się z chromosomami. Nie zawsze też wiadomo, czy termin ten ma zastosowanie do komórki, osobnika, populacji, gatunku czy wszystkich wymienionych. Zdarza się stosowanie terminu genom w znaczeniu genotypu. W GenBank szuka się genomu różnych gatunków, w medycynie personalizowanej mówi się o sekwencjonowaniu własnego (indywidualnego) genomu, w biologii nowotworów dyskutuje się o genomie guza nowotworowego, genomie komórki nowotworowej, genomie nowotworowej linii komórkowej. 
Ogólnie rzecz biorąc, genomy są badane w celu poznania całej sekwencji DNA badanych organizmów poprzez sekwencjonowanie, a następnie powiązania ich z genetycznymi i/lub fizycznymi mapami genetycznymi. Umożliwia to zlokalizowanie genów i innych elementów interesujących dla badacza, znajdujących się w obrębie DNA. Dokładną analizą struktury i funkcji genomu zajmuje się genomika.

## Rodzaje genomu

### Genomy prokariotyczne
Genomem prokariotów jest kolista cząsteczka DNA zwana chromosomem bakteryjnym, która upakowana jest w komórce poprzez skręcenie superhelikalne regulowane przez enzymy topoizomerazy. Prokarioty nie mają jądra, materiał genetyczny znajduje na obszarze cytoplazmy zwanym nukleoidem. Niemal wszystkie geny bakterii występują w chromosomie bakteryjnym; kilka może się też znajdować na osobnych, małych kolistych cząsteczkach DNA zwanych plazmidami i replikować się niezależnie. Geny w plazmidach nie są jednak niezbędne dla wzrostu bakterii. 
Około 90% DNA chromosomu stanowią geny, a 10% to tzw. DNA międzygenowy. Odcinki międzygenowego DNA oddzielają poszczególne geny, mogą oddziaływać z białkami uczestniczącymi w upakowaniu DNA, być miejscem inicjacji replikacji chromosomu. Pomiędzy niektórymi genami może prawie wcale nie być odstępu. Oprócz tego w genomie mogą występować sekwencje DNA zdolne do przemieszczania się w genomie, tzw. elementy transpozycyjne lub transpozony. Charakterystyczną cechą genomów prokariotycznych jest obecność operonów.
Niektóre bakterie mają genomy liniowe zamiast kolistych jak Borrelia burgdorferi czy Agrobacterium tumefaciens. Niektóre mają genomy wieloczęściowe – genom podzielony jest na dwie lub więcej cząsteczek DNA. Często pojawia się wówczas problem odróżnienia tych części od plazmidu. Przykładowo Vibrio cholerae ma dwie koliste cząsteczki DNA. Wydawałoby się, że one razem stanowią genom. Jednak szczegółowa analiza wykazała, że to na większej cząsteczce znajduje się większość genów niezbędnych do życia komórki i utrzymywania patogenności. Mniejsza cząsteczka także zawiera wiele niezbędnych genów, ale ma również cechy charakterystyczne dla plazmidów, stąd można można ją określić megaplazmidem.
Sekwencjonowanie genomów nasiliło trudności w stosowaniu pojęcia gatunek wobec organizmów prokariotycznych. Pokazało ono bowiem, że różne szczepy tego samego gatunku mogą wykazywać spore różnice w sekwencji genomowej i zawierać zestawy genów swoiste dla danego szczepu. Przykładowo szczep laboratoryjny bakterii E. coli K12 ma genom o wielkości 4,64 Mpz, a patogenny szczep O157:H7 – 5,53 Mpz. Mają one odpowiednio 12% i 26% genów swoistych dla swojego szczepu. Tak ogromna zmienność absolutnie nie mieściłaby się w pojęciu gatunek stosowanym wobec organizmów wyższych.
Dodatkowe komplikacje powoduje poziomy transfer genów. Większość genomów prokariotycznych zawiera kilkaset tysięcy par zasad (a czasem nawet więcej) pochodzących od innych gatunków, a przepływ genów możliwy jest nawet pomiędzy bakteriami a archeonami. 

### Genomy eukariotyczne

Organizacja materiału genetycznego

Genom (jądrowy) eukariotów złożony jest z liniowych cząsteczek DNA, które są upakowane w chromosomach. Jedyną zmiennością na poziomie struktury genomu jest liczba chromosomów. Nie ma ona jednak związku z wielkością genomu. Przykładowo niektóre salamandry mają genom 30 razy większy od człowieka, ale podzielony na dwukrotnie mniejszą liczbę chromosomów.
Tylko ok. 1,5% genomu człowieka koduje sekwencje aminokwasów (niesie informację o budowie białek). Pozostała część to niekodujący DNA, który był określany „śmieciowym DNA” – około 62% zajmują regiony międzygenowe, a reszta to sekwencje związane z genami obejmujące introny, sekwencje regulatorowe i pseudogeny.
Introny to sekwencje DNA w obrębie genu niezawierające użytecznej informacji genetycznej, przerywające sekwencje kodujące aminokwasy (egzony). Liczba intronów różni się w różnych genach (od 0 do ponad 50). Ich długość także może być różna – zwykle niekodujące introny są dłuższe od kodujących egzonów, stanowią większość sekwencji genu. Aby móc wykorzystać informację genetyczną w genach, introny muszą być usunięte z tranksyptu, a egzony połączone w ciągłą cząsteczkę RNA, co odbywa się w procesie nazywanym splicingiem.
Pseudogeny są ewolucyjnymi reliktami. Stanowią sekwencje DNA podobne do genów, ale wskutek mutacji nie kodują już białek i nie zawierają użytecznych informacji biologicznych.
Region międzygenowy u większości organizmów składa się z różnych powtarzających się sekwencji DNA. Można je podzielić na powtórzenia rozproszone (powtarzające się sekwencje są rozmieszczone w genomie z reguły w sposób losowy, wśród nich dwa typy: SINE i LINE) oraz DNA powtórzony tandemowo (powtarzające się sekwencje znajdują się jedna obok drugiej, szeregowo, inaczej DNA satelitarne).  

### Eukariotyczne genomy organellarne
W latach 50. XX w. odkryto, że niektóre geny mogą być zlokalizowane poza jądrem komórkowym. W latach 60. stwierdzono istnienie genomów mitochondrialnych i chloroplastowych, które są niezależne i odrębne od genomu jądrowego. Genomy mitochondrialne mają prawie wszystkie organizmy eukariotyczne, a genomy chloroplastowe – wszystkie eukarioty fotosyntetyzujące. Są cząsteczkami DNA, przeważnie kolistymi.
Genomy mitochondrialne są znacznie mniejsze niż jądrowe, kodują znacznie mniej genów – u wszystkich eukariotów kodują rRNA i co najmniej niektóre białka łańcucha oddechowego, a poza tym te bogatsze w geny mogą kodować też tRNA, białka rybosomalne, białka uczestniczące w transkrypcji, translacji i transporcie innych białek do mitochondrium. U większości niższych eukariotów jak drożdże S. cerevisiae genomy mitochondrialne są stosunkowo większe i mniej zwarte, niektóre geny zawierają introny, podczas gdy te u zwierząt wielokomórkowych mają geny oddzielone niewielkimi odstępami.
Genom chloroplastowy jest kolisty i u roślin lądowych dość konserwatywny pod względem rozmiaru, struktury i zawartych genów. Zawiera sekwencje kodujące, introny oraz regiony międzygenowe. U niektórych gatunków genom chloroplastowy stanowią dwie lub więcej kolistych cząsteczek DNA. Średnio zawierają 120 genów, wśród nich zwykle cztery kopie genów kodujących rRNA, kilka genów kodujących tRNA, geny kodujące co najmniej trzy podjednostki polimerazy RNA i inne, np. odpowiedzialne za białka rybosomalne, tylakoidowe czy dużą podjednostkę Rubisco. U roślin lądowych rozmiar mieści się typowo w przedziale 120–160 kpz; w przypadku glonów – 69–521 kpz.
Jeśli chodzi o pochodzenie tych genomów, większość biologów akceptuje teorię endosymbiozy. Zakłada ona, że mitochondria i chloroplasty są reliktami wolnożyjących bakterii, które weszły w związek symbiotyczny z przodkiem komórki eukariotycznej.

### Genomy wirusów
Wszystkie wirusy w celu replikacji i ekspresji swoich genomów muszą przyporządkować sobie w jakimś stopniu maszynerię genetyczną gospodarza. Niektóre kodują własną polimerazę DNA i polimerazę RNA, ale wiele korzysta z tych produkowanych przez gospodarza, zatem geny wirusa muszą do jego systemu genetycznego pasować.
U bakteriofagów genomem może być cząsteczka DNA lub RNA, jednoniciowa lub dwuniciowa, liniowa lub kolista. Niektóre fagi RNA mają genomy podzielone – mają geny na kilku różnych cząsteczkach RNA. Geny mogą zachodzić na siebie, tj. mieć wspólne sekwencje nukleotydowe. Podobnie jak bakteriofagi, wirusy atakujące organizmy eukariotyczne mogą mieć genom stanowiący cząsteczkę DNA lub RNA, liniową lub kolistą, jednoniciową albo dwuniciową (lub częściowo dwuniciową z regionami jednoniciowymi), podzieloną lub niepodzieloną. U wirusów roślinnych zwykle występuje RNA.

## Rozmiar genomu
Wydawałoby się, że rozmiar genomu powinien zwiększać się wraz z wzrastającą złożonością organizmów, odzwierciedlając większą liczbę genów odpowiadających za tę złożoność. Rzeczywiście, do pewnego stopnia istnieje taka tendencja: genom bakterii E. coli ma rozmiar 4,6×106 pz, drożdży S. cerevisiae 12,1×106 pz, a muszki owocówki 150 ×106 pz. Jednak rozmiar genomu myszy 3,3×109 pz, tytoniu 4,5×109 pz, czy pszenicy 17×109 pz jest większy niż człowieka 3×109 pz, choć intuicyjnie to człowiek byłby wskazywany jako najbardziej złożony organizm spośród wymienionych. Brak dokładnej korelacji między wielkością genomu a złożonością organizmu był nazywany paradoksem wartości C. Ma on jednak proste wyjaśnienie – najprostsze eukarioty takie jak grzyby mają geny w genomach położone bliżej siebie, oszczędniej wykorzystana jest w nich przestrzeń. Genom kręgowców czy roślin kwiatowych nie jest taki zwarty, a stopień zagęszczenia genów może być różny, zarówno między gatunkami, jak i w obrębie chromosomu. W chromosomach człowieka zagęszczenie to waha się w zakresie 0–64 genów na 100 kpz. Genom ryby Tetraodon nigroviridis zawiera mniej niż 400 mln pz, czyli 1/8 wielkości genomu człowieka, a jednak koduje podobną liczbę genów.
U roślin osiowych według stanu wiedzy na 2018 zarówno najmniejszy, jak i największy genom występował u okrytonasiennych – odpowiednio 61 Mpz u Genlisea tuberosa z rodziny pływaczowatych i 149 Gpz u Paris japonica. Niewiele mniejszy zakres stwierdzono u paproci – od 748 Mpz u Azolla microphylla do 147 Gpz u Tmesipteris obliqua. W 2024 odkryto jeszcze większy genom w innym gatunku paproci psylotowatej Tmesipteris truncata – 160 miliardów par zasad (50 × więcej niż genom człowieka). Dość szeroki zakres rozmiarów stwierdzono u widłaków – od 78 Mpz u Selaginella selaginoides do 11,7 Gpz, przy czym u nich średni rozmiar to 1,165 Mpz, ale mediana to tylko 127 Mpz. Najwęższy zakres stwierdzono u glewików – od 156 Mpz do 714 Mpz, przy czym średnia to 244 Mpz, a mediana 205 Mpz. Wąski zakres też stwierdzono u mchów i nagonasiennych. U mchów jest to 170 Mpz-2004 Mpz, a u nagonasiennych 2201 Mpz-35 Gpz.
Największy znany genom wśród zwierząt ma ryba prapłetwiec abisyński Protopterus aethiopicus – 130 miliardów par zasad.

## Ploidia
Organizmy, komórki, mogą zawierać pojedynczy kompletny zestaw informacji genetycznej (zawierać jeden genom, być haploidem), mogą mieć dwa takie zestawy (zawierać dwa genomy, mieć dwie kopie każdego genu, być diploidem) lub więcej niż dwa zestawy (zawierać wiele genomów, być poliploidem)
Należy zwrócić uwagę, że termin haploidalny (haploid) może mieć dwa znaczenia, choć powiązane ze sobą. Z jednej strony definiuje się go jako mający liczbę chromosomów (zestawów chromosomów) taką, jaka występuje w gametach, z drugiej strony to mający pojedynczy kompletny zestaw chromosomów (jeden genom). W przypadku diploidów obie te definicje się pokrywają – w gametach występuje pojedynczy zestaw chromosomów. Inaczej może być u poliploidów.
Mając świadomość tych dwóch znaczeń, można wyróżnić haploidalną liczbę chromosomów, która oznacza liczbę pojedynczych zestawów chromosomów w odniesieniu do jądra komórkowego, gdzie pojedynczy haploidalny zestaw to 1 × n, a w diploidalnym jądrze 2 × n, czyli 2n) lub liczbę chromosomów (zestawów chromosomów) występującą w gametach (gametyczna liczba chromosomów) po podziale mejotycznym. Poza tym można wyróżnić liczbę genomową x (podstawowa liczba chromosomów, liczba monoploidalna) wskazującą na liczbę zestawów genomowych lub po prostu genomów.

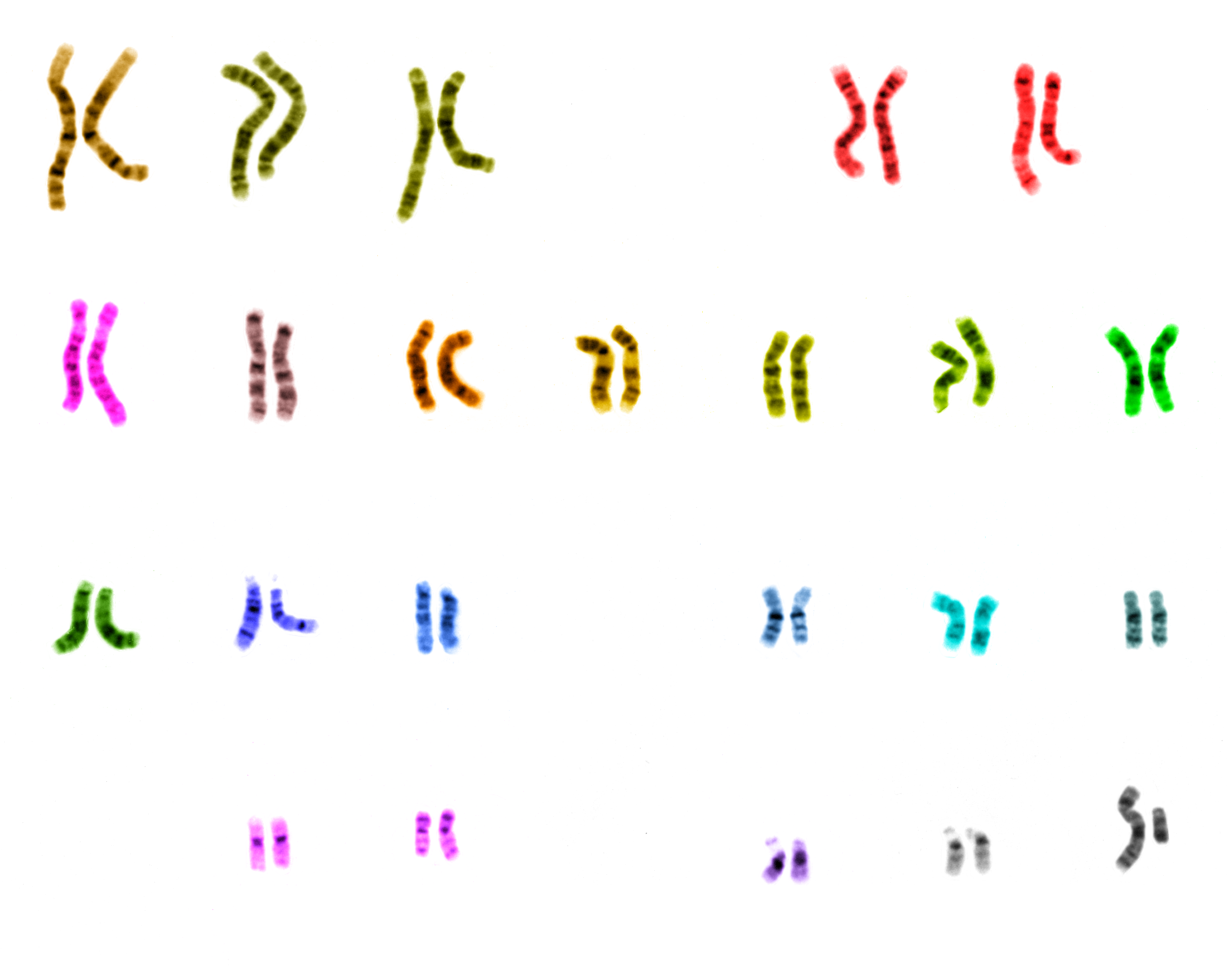
46 (23 pary) chromosomów człowieka, mężczyzny

Prokarioty zawierają typowo pojedynczy chromosom zawierający po jednej kopii danego genu. Należą więc do haploidów (n = x). Eukarioty jako organizmy typowo rozmnażające się płciowo zawierają zwykle po dwie kopie genów – po jednej od każdego z rodziców (2n = 2x). Dwie kopie danego genu mogą zawierać identyczną jego wersję (taki sam allel) – homozygotyczność, mogą też zawierać różną jego wersję (różne allele) – heterozygotyczność, przy czym w takich wypadkach bywa, że tylko jeden z nich ujawnia się w fenotypie (allel dominujący). Organizmy te są zatem diploidami – mają dwa genomy. Jedynie ich komórki rozrodcze w wyniku zajścia mejozy są haploidalne (n = x), zawierają po jednym genomie, a łącząc się ze sobą dają na powrót diploidalną komórkę. Poza tym istnieją eukarioty, które mogą funkcjonować zarówno jako haploidy, jak i diploidy, np. drożdże Saccharomyces czy rośliny lądowe, wykazujące przemianę pokoleń. W przypadku mszaków faza haploidalnego gametofitu dominuje nad fazą diploidalnego sporofitu. U pszczół występuje zjawisko haplodiploidalności.
Genom człowieka to 23 różne chromosomy (22 autosomalne i 1 płciowy) – w takiej ilości występują one w komórkach płciowych (haploidalnych gametach). Komórki somatyczne człowieka są diploidalne, zawierają dwa genomy, zatem 23 pary chromosomów (łącznie 46 chromosomów, w tym dwa chromosomy płci: XX u kobiet i XY u mężczyzn). Istnieją także pewne wyjątki – krwinki czerwone w stanie pełnego zróżnicowania nie mają jądra komórkowego, więc i genomu. Poza tym w komórkach zawarty jest odrębny genom mitochondrialny, w przybliżeniu w liczbie 8000 kopii, po 10 kopii w każdym mitochondrium.
Poliploidalność to posiadanie przez organizm więcej niż dwóch kompletnych zestawów chromosomów (genomów). W przypadku zwierząt poliploidalność jest zwykle letalna (śmiertelna). Nieliczne poliploidalne zwierzęta są hermafrodytami (pewne dżdżownice, płazińce) lub mogą rozmnażać się partenogenetycznie (niektóre chrząszcze, ćmy, skorupiaki, ryby, salamandry). U zwierząt tych tuż przed mejozą zachodzi zwykle endomitoza. U roślin poliploidalność jest częsta – dotyczy 47% wszystkich roślin kwiatowych. Może przyczyniać się do specjacji, ponieważ uniemożliwia bezpośrednie krzyżowanie.
Mejoza w komórkach poliploidalnych przebiega prawidłowo tylko wtedy, gdy liczba genomów jest parzysta. Dzięki temu mogą się one zachowywać jak komórki diploidalne, będąc w stanie wytwarzać homologiczne pary chromosomów podczas tworzenia gamet. Jedynie takie poliploidy są płodne. Przykładowo jeśli gamety tetraploida o liczbie chromosomów 2x połączą się z gametami o liczbie chromosomów x, to powstanie sterylny triploid. Może on jednak uzyskać płodność, kiedy w wyniku nieprawidłowej mitozy powstaną komórki heksaploidalne (z podwojonymi chromosomami). Wiele takich roślin jest zdolnych do rozmnażania wegetatywnego, dzięki czemu mogą przetrwać aż do czasu tego podwojenia. I tak dla przykładu heksaploidalna pszenica zwyczajna jest takim funkcjonalnym diploidem (2n = 6x, natomiast jego haploidalna gameta n = 3x).

## Zmienność w genomach
Projekt poznania ludzkiego genomu, podobnie jak inne projekty tego typu, miał na celu znalezienie pewnego reprezentatywnego modelu, który można by stosować do różnych osobników. Po zakończeniu tego projektu nadal istniała potrzeba poznania genetycznej zmienności pomiędzy różnymi osobnikami. Dlatego też zaczęto szukać takich sekwencji DNA w genomie, które różniły się pomiędzy różnymi ludźmi, m.in. w ramach 1000 Genomes Project.
Zmienność w genomach między osobnikami jest powodowana mutacjami. Mogą one dotyczyć pojedynczego nukleotydu (SNP), mogą być spowodowane krótkimi insercjami i delecjami (indel) lub innymi typami mutacji (np. inwersje). Odkryto, że zdecydowanie najczęstszą przyczyną zmienności w sekwencji DNA w genomie ludzkim jest SNP. Ich liczbę szacuje się na 4–5 milionów, wg innych źródeł 10 milionów. Powstaje on, gdy w genomie zachodzi mutacja punktowa – następuje zamiana jednego nukleotydu na inny. Jeśli zajdzie ona w komórce rozrodczej, może być odziedziczona przez potomstwo i utrwalić się w populacji. Taka zamiana w obrębie genu może doprowadzić do wystąpienia w populacji dwóch jego wersji (alleli). Choć teoretycznie każdy SNP może dać potencjalnie cztery allele, bo w danej pozycji w genomie może wystąpić dowolny z czterech nukleotydów, to jednak mało prawdopodobne są nawet trzy allele. Trzeci allel zakładałby nową mutację punktową dokładnie w tym samym miejscu, a następnie utrwalenie jej w populacji.

## Historia i perspektywy badań genomów
Termin genom został wymyślony przez botanika Hansa Winklera w 1920 przez połączenie słów gen i chromosom. Autor używał go w znaczeniu haploidalny zespół chromosomów.
Jako pierwszy poznano genom RNA bakteriofaga MS2 o długości 3569 nukleotydów. Badanie zostało przeprowadzone przez zespół Waltera Fiersa w 1976. Z kolei pierwszym w pełni poznanym genomem DNA był, mający 5386 pz, genom bakteriofaga Φ-X174. Zsekwencjonował go Frederick Sanger w 1977. Pierwszy ukończony projekt dotyczący bakterii to projekt poznania genomu Haemophilus influenzae zrealizowany w 1995.
W 1996 zsekwencjonowano po raz pierwszy genom organizmu eukariotycznego – drożdży piekarskich S. cerevisiae zbudowany z 12 mln par zasad rozdzielonych między 16 chromosomów. Następnie w 1998 poznano genom organizmu wielokomórkowego – nicienia Caenorhabditis elegans złożonego z 97 mln pz. Dzięki międzynarodowej współpracy licznych laboratoriów w 2003 udało się ukończyć sekwnecjonowanie genomu człowieka. W 2007 firmy komercyjne zaczęły oferować usługę sekwencjonowania genomu indywidualnych osób. W 2008 rozpoczął się 1000 Genomes Project mający na celu zsekwencjonowanie 1000 indywidualnych genomów, aby określić zróżnicowanie genetyczne w obrębie gatunku ludzkiego. W 2010 został zsekwencjonowany genom człowieka neandertalskiego. Porównanie go z genomem człowieka współczesnego doprowadziło do wniosku, że do 2% genomu współczesnego człowieka pochodzi od neandertalczyka (lub jego przodków). W 2013 opublikowano pierwszą zintegrowaną mapę zróżnicowania genetycznego ludzi.
Według stanu na 2015 liczbę zsekwencjonowanych genomów organizmów liczy się w setkach. Zsekwencjonowanie pierwszego genomu ludzkiego zajęło 10 lat i kosztowało setki milionów dolarów. Koszt sekwencjonowania próbki zmniejsza się jednak z roku na rok i dąży do osiągnięcia ceny 1000 dolarów.
Zwiększająca się dostępność tego typu badań przyczyni się do rozwoju medycyny personalizowanej, leczenia dostosowanego indywidualnie do danego pacjenta. Znajomość sekwencji genomu danego pacjenta pozwoli ocenić podatność na specyficzne choroby, przewidzieć reakcje na różne interwencje farmakologiczne, ustalić optymalną dietę w celu poprawy zdrowia lub zapobieżenia potencjalnym problemom, może być wykorzystana w terapii genowej czy przy projektowaniu leków. Jako alternatywa do sekwencjonowania całego genomu pojawiło się pojęcie sekwencjonowania eksomu (egzomu), czyli tylko sekwencji kodujących genomu, które stanowią tylko ok. 1%. Stanowią więc znacznie mniejszy i łatwiejszy obiekt badań.
Badania genomów dostarczą nowych wyzwań w dziedzinie etyki, prawa i polityki społecznej. Dostęp do sekwencji genomów różnych organizmów wywarł wpływ na prowadzenie badań w biochemii, mikrobiologii, farmakologii i studiowaniu ewolucji.